# KBS 뉴스 (630)
《KBS 뉴스 (630)》(KBS NEWS (630))은 대한민국 KBS 2TV에서 1997년 10월 20일부터 1998년 1월 2일까지 매주 월요일 ~ 금요일 오전 6시 30분 ~ 6시 40분에 방송되었던 KBS 2TV의 아침 6시대 단신 뉴스 프로그램이다.